# Thripsobremia
Thripsobremia är ett släkte av tvåvingar. Thripsobremia ingår i familjen gallmyggor.
Kladogram enligt Catalogue of Life:
| Thripsobremia | \| \| Thripsobremia liothripis \| \| \| \| \| \| Thripsobremia quercifolia \| \| \| \| \| \| Thripsobremia thripivora \| \| \| \| |
|               | \| \| Thripsobremia liothripis \| \| \| \| \| \| Thripsobremia quercifolia \| \| \| \| \| \| Thripsobremia thripivora \| \| \| \| |
|               | Thripsobremia liothripis |
|               | |
|               | Thripsobremia quercifolia |
|               | |
|               | Thripsobremia thripivora |
|               | |